# Edward Lepszy
Edward Ignacy Jan Lepszy (* 4. Mai 1855 in Oświęcim; † 10. April 1932 in Krakau) war ein polnischer Maler.

## Leben

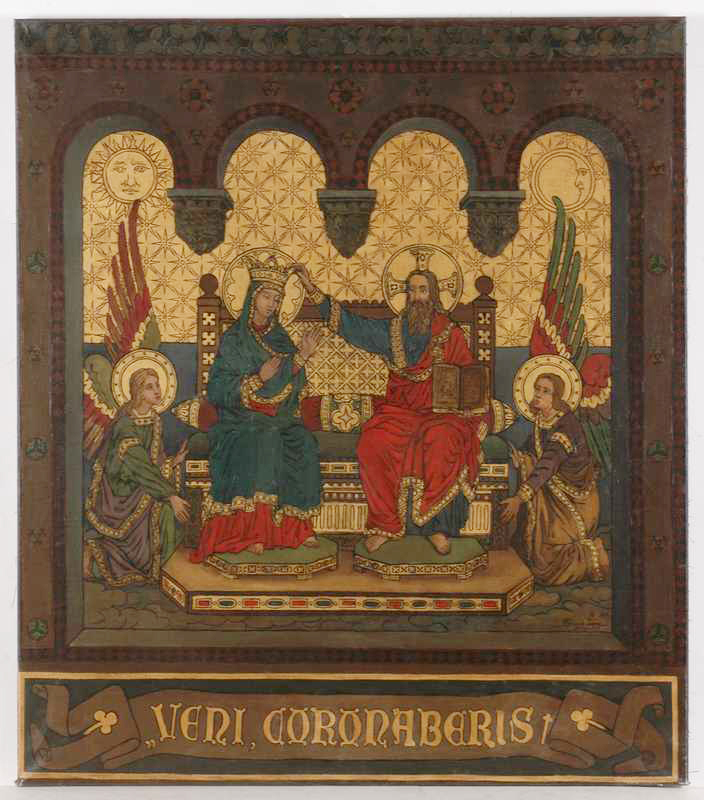
Veni, Coronaberis

Lepszy war der Sohn von Jan Lepszy und dessen Frau Aniela. Leonard Lepszy war sein jüngerer Bruder. Lepszy studierte in den Jahren 1873 bis 1885 an der Schule der Schönen Künste in Krakau, wo er ein Schüler von Jan Matejko war, mit dem er gemeinsam in der Marienkirche tätig war. In den Jahren 1890 bis 1893 bereiste er Litauen, Lettland und Belarus und arbeitete unter anderem in Riga und Libau, wo er Seestücke malte. Er fertigte jedoch überwiegend Porträts. Im Jahr 1894 wurde er Assistent des Bildhauers Leonard Marconi in der Abteilung für Zeichnen und Modellieren am Polytechnikum in Lemberg. Nach dessen Tod im Jahr 1899 wurde er Professor und leitete ab 1900 für mehrere Jahre eine eigene Malschule für Frauen in Lemberg. Er nahm wiederholt an Ausstellungen in der Warschauer Galerie „Salon Krywult“ bei der Gesellschaft der Freunde der Schönen Künste in Krakau teil. Werke Lepszys gelangten in den Warschauer Kunstverein und in die Lemberger Marienkirche.